# Bassin des Hirondelles
Le bassin des Hirondelles est un petit plan d'eau du territoire communal de Saint-Benoît, sur l'île de La Réunion, un département et région d'outre-mer français dans le Sud-Ouest de l'océan Indien. Situé dans la forêt de Bébour, au sein du parc national de La Réunion, il est formé par le Bras Cabot et relève donc du bassin versant de la rivière des Marsouins. Depuis la route forestière de Bébour-Bélouve, on y accède via une branche du sentier de randonnée qui mène au cassé de Takamaka.